# Імпрегнування
Імпрегнування (рос. импрегнирование,англ. impregnation) — у хроматографії — модифікування роздільчих властивостей хроматографічного шару в платівковій хроматографії відповідними добавками.